# Nenngröße 2

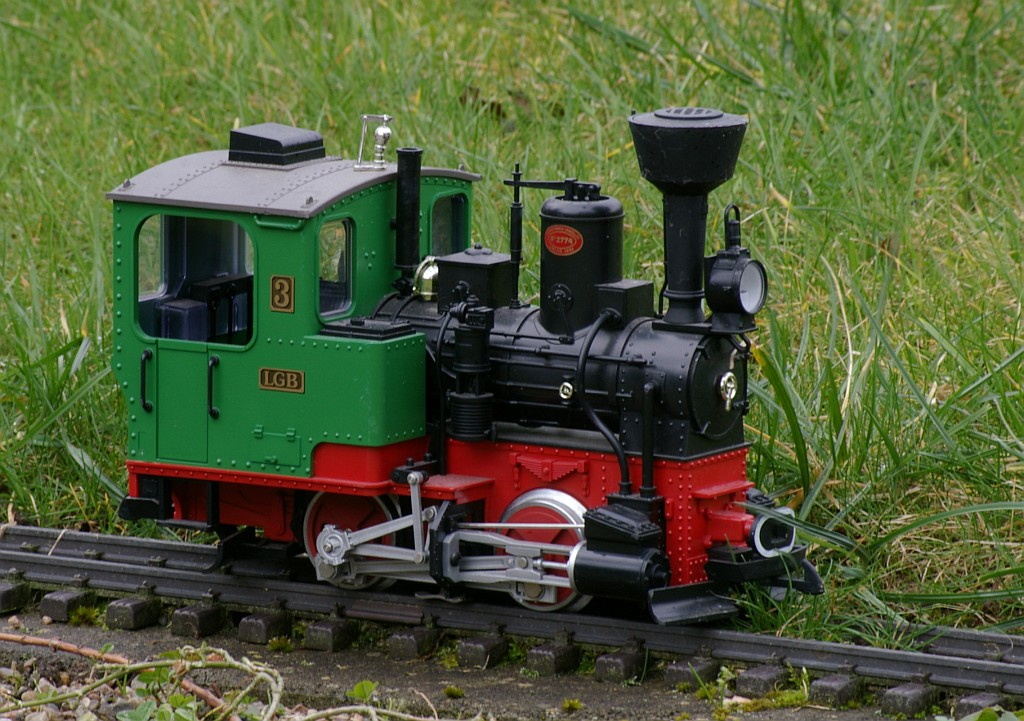
LGB-Dampflok „Stainz“ in der Spur IIm (Spur G), eines der bekanntesten Modelle in dieser Spur

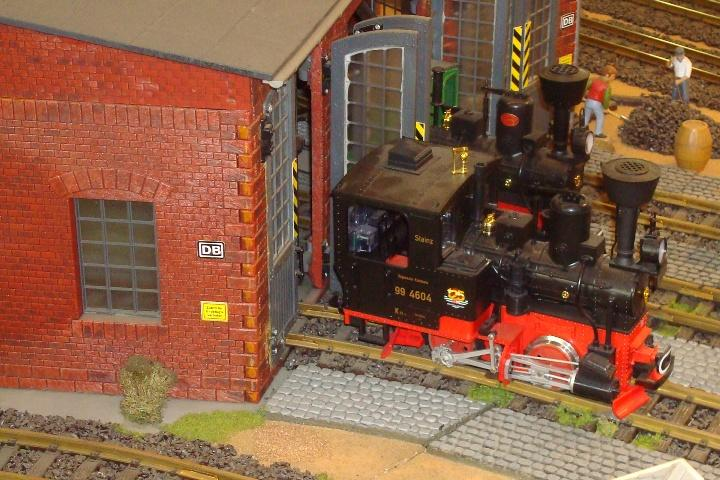
LGB-Dampflok „Stainz“ in der Spur IIm auf einer Messeanlage im Innenbereich.

Die Nenngröße II (gesprochen: Nenngröße zwei) ist eine in den Normen Europäischer Modellbahnen (NEM) und den Normen der National Model Railroad Association (NMRA) genormte Baugröße für Modelleisenbahnen. Verschiedentlich wird sie auch als Nenngröße 2 bezeichnet. Die Meterspur mit einer Vorbildspurweite von 1000 mm weist dabei eine Modellspurweite von 45 mm auf und wird umgangssprachlich als Spur IIm bezeichnet. Der Maßstab beträgt 1:22,5.
Wegen des großen Platzbedarfes ist die Nenngröße II vorwiegend bei Gartenbahnen verbreitet, wird ansonsten jedoch wenig verwendet. Die bekanntesten Hersteller in Deutschland sind LGB und Piko, diese prägen auch die bekannte Bezeichnung Spur G für Bahnen der Spur IIm.
Viele der heute für die Spur IIm bzw. Spur G angebotenen Fahrzeuge stellen Kompromisse im Maßstab der Modell-Spurweite dar, da sie entweder Vorbilder kleinerer Spurweiten (750 mm oder 760 mm Vorbild-Spurweite) vergrößern oder Normalspurfahrzeuge verkleinern.

## Geschichte und Definition
Die Grundlage für die heutige weite Verbreitung der Schmalspurbahnen hat in den späten 1960er Jahren die Firma LGB gelegt, die im Jahr 1968 eine wetterfeste Meterspurbahn mit einer Modell-Spurweite von 45 mm in ihr Produktionsprogramm aufnahm. Diese Spur wird entsprechend mit Spur IIm bezeichnet, LGB selbst und andere Hersteller verwenden auch die Bezeichnung Spur G. Das G steht dabei für Gartenbahn oder Großbahn. Bereits das erste Modell von LGB, die bekannte Lokomotive Stainz 2, stellte eine Vergrößerung der Spurweite gegenüber dem Maßstab dar.
Die Nenngröße II ist, aufgrund ihres Platzbedarfes für eine funktionierende Anlage gegenüber kleineren Maßstäben im Modellbau, eher wenig verbreitet. Viele Modelleisenbahner, die sich mit dem Maßstab 1:22,5 beschäftigen, sind in Clubs/Vereinen organisiert, um ihrem Hobby nachzugehen. Die bekannteste Organisation ist wohl die IG Spur II. Interessant ist die jährlich stattfindende Jahreshauptversammlung in Schenklengsfeld, bei der Fahrbetrieb auf Modulanlagen in allen Spurweiten der Nenngröße II durchgeführt wird. Die engagierten Modellbauer fertigen ihre Fahrzeug- und Anlagenmodelle zum großen Teil selbst. 
Seit Anfang der 1980er Jahre sind auch für die Normalspur mit einer Modellspurweite von 64 mm Modelle verfügbar. Hier hat die Firma Magnus Pionierarbeit mit konsequenter Einhaltung des Maßstabs 1:22,5 geleistet.
Mittlerweile haben sich neben den arrivierten Großserienherstellern zahlreiche Kleinserienhersteller etabliert, die dank neuer Fertigungsmethoden wie dem 3D-Druck oftmals von der Industrie nicht berücksichtigte Fahrzeuge in kleineren Stückzahlen umsetzen. Der Eigenbau von Modellen ist in dieser Baugröße dennoch recht verbreitet.

## Spurweiten

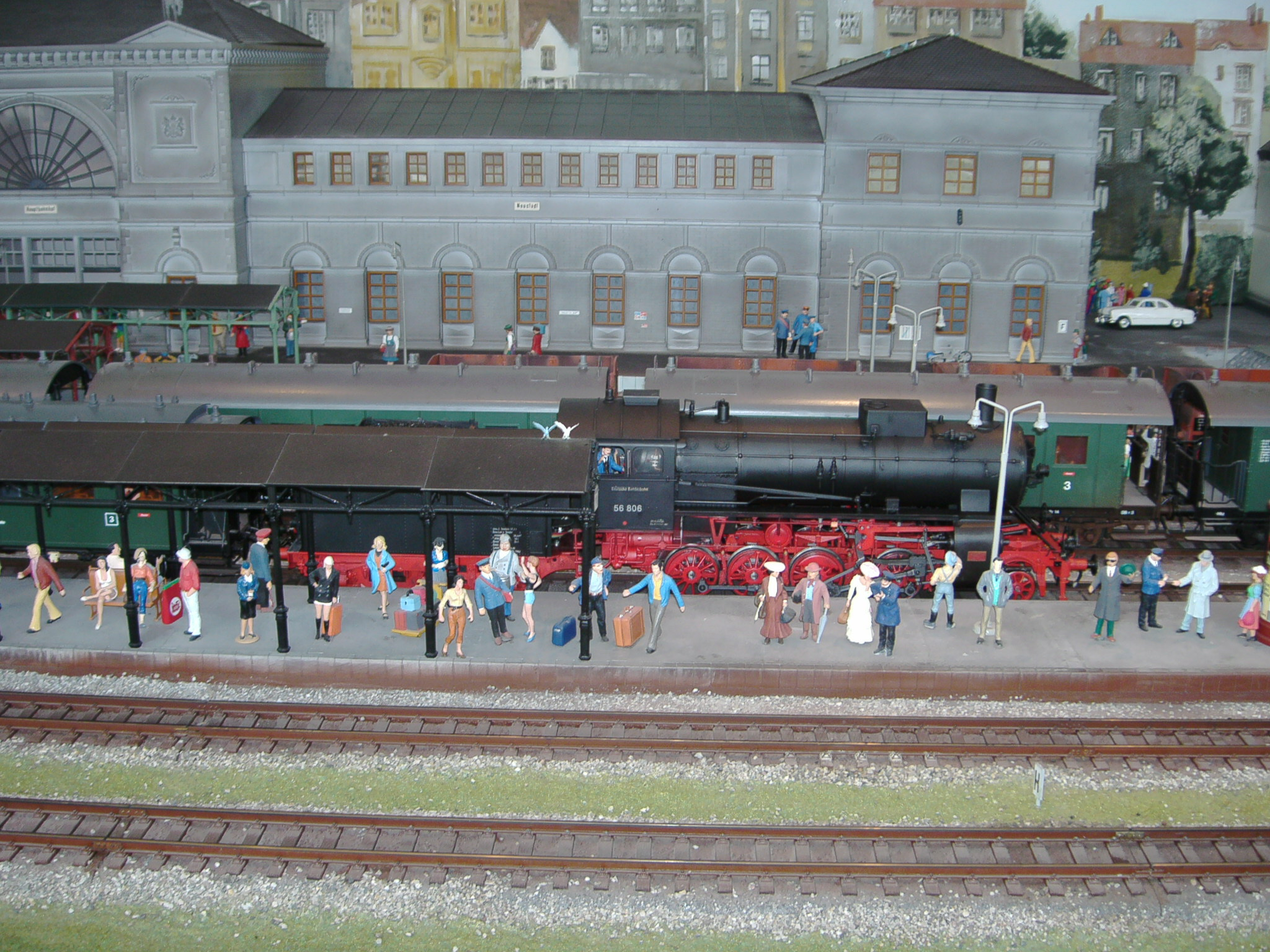
Spur II Modelleisenbahn im EFA Mobile Zeiten Museum in Amerang im Chiemgau.

Für die Nenngröße II sind im Maßstab 1:22,5 in den Normen Europäischer Modellbahnen (NEM) die folgende Modell-Spurweiten festgelegt:
| Nenngröße  | Bezeichnung   | Modellspurweite | Vorbildspurweite           | Verwendung bei Vorbildspurweiten |
| ---------- | ------------- | --------------- | -------------------------- | -------------------------------- |
| II         | Normalspur    | 64 mm           | 1435 mm                    | von 1250 mm bis 1700 mm          |
| IIm        | Meterspur     | 45 mm           | 1000 mm                    | von 850 mm bis < 1250 mm         |
| IIe        | Schmalspur    | 32 mm           | 0750 mm, 760 mm und 800 mm | von 650 mm bis < 850 mm          |
| IIf        | Feldbahn      | 22,5 mm         | 0500 mm und 600 mm         | von 400 mm bis < 650 mm          |
| IIp (Gn15) | Parkeisenbahn | 16,5 mm         | 0381 mm                    | von 300 mm bis < 400 mm          |

### Modell-Spurweite von 45 mm (Spur IIm und Fn3)
Mehrere Großserienmodelleisenbahn- und Modelleisenbahnzubehörhersteller stellen zueinander passende Schmalspurgleissysteme für die in den NEM genormte Spur IIm her. Da aber die daraus resultierende Modellspurweite von 45 mm nicht in jedem Falle exakt zu den jeweiligen Vorbildspurweiten passt, gibt es verschiedene Maßstäbe:
- Für die Modelle von Schmalspurbahnen auf Meterspur ist der Maßstab 1:22,5 (Spur IIm) maßgebend.
- Für die Modelle von Schmalspurbahnen auf 3 Fuß Vorbild-Spurweite sind die Maßstäbe von 1:20,3 (Spur Fn3 oder Spur G); 1:22,5 (Spur G) und 1:24 (Spur G) nach den Normen der National Model Railroad Association maßgebend.

Nicht unüblich ist zudem, dass gartenmodelleisenbahntaugliche Fahrzeugmodelle der Spur I, die ebenfalls eine Modellspurweite von 45 mm aufweisen, zusammen auf Anlagen, wenn auch kaum im selben Zug, mit Fahrzeugen der Spur IIm eingesetzt werden.
Da es derzeit (Stand 2009) im deutschsprachigen Raum keinen Großserienhersteller von Fahrzeugmodellen gibt, der Schmalspurbahnen in der Spur IIe herstellt, die beispielsweise einer Vorbildspurweite 750 mm nach deutschen oder österreichischen Schmalspurbahnen entsprechen, werden die entsprechenden Fahrzeugmodelle aus pragmatischen Gründen für eine nicht der korrekten Vorbildspurweite entsprechenden Modellspurweite hergestellt. Ein typisches Beispiel dafür sind die durch LGB hergestellten Lokomotivmodelle Stainz und Reihe U. Im Original verkehren diese auf einer Vorbildspurweite 760 mm. Im Modell entsprechen die Lokomotiven jedoch einem Modell, das auf einer Vorbildspurweite von 1000 mm (Meterspur) verkehren würde.

### Modell-Spurweite von 32 mm (Spur IIe)

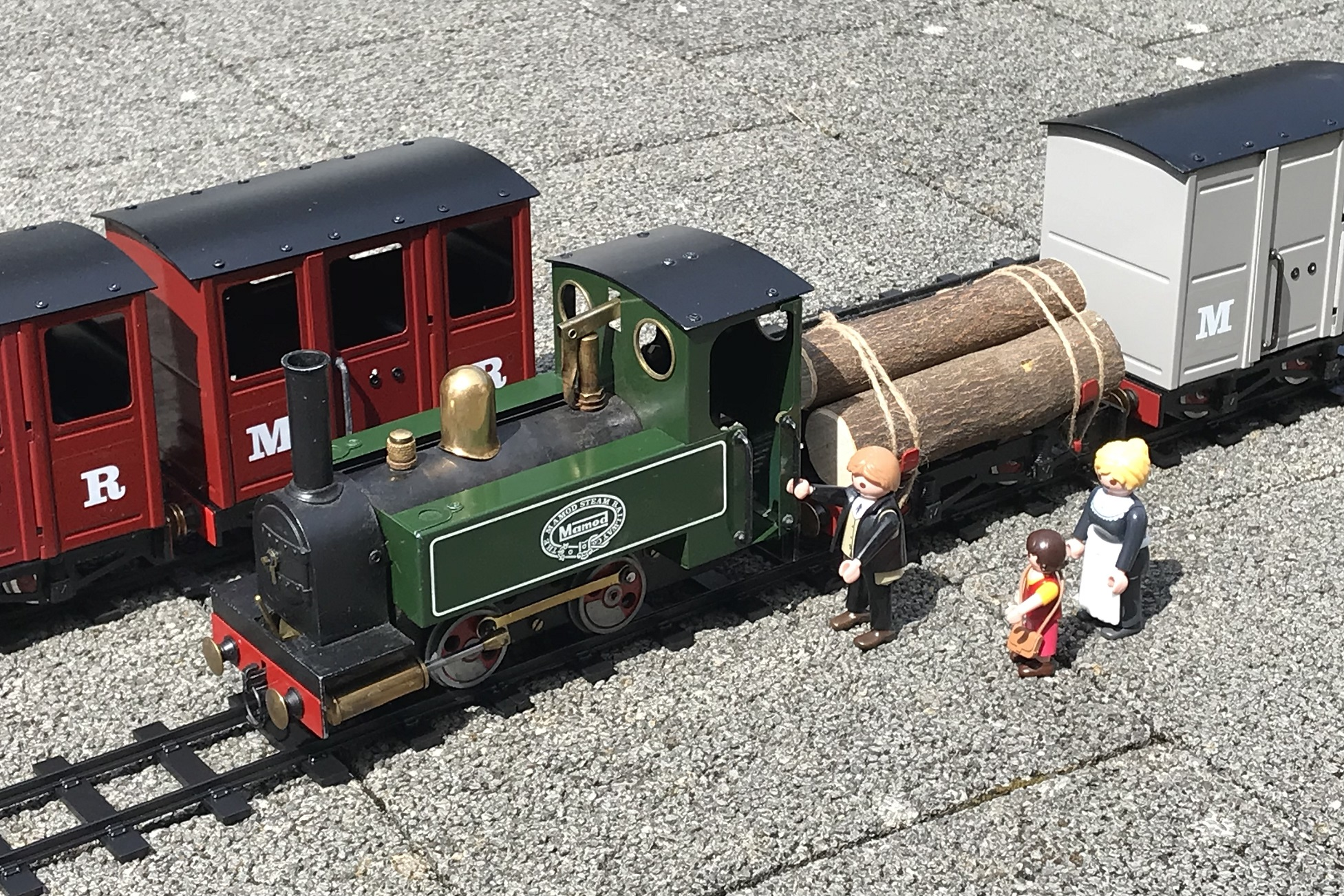
Echtdampf-Modelleisenbahn des englischen Herstellers Mamod

Anders als im deutschsprachigen Raum sind Modelleisenbahnen der Spur IIe in Großbritannien weit verbreitet. Hier wird diese Spur aber als 16 mm scale model railway on 32 mm gauge bezeichnet, was sinngemäß auf Deutsch übersetzt Modelleisenbahn im 16-mm-Maßstab auf Modell-Geleisen mit einer Spurweite von 32 mm bedeutet, wobei 16 mm dafür steht, dass 16 mm im Modell 1 Fuß (1 Fuß = 1 ft = 304,8 mm) beim Vorbild entsprechen, entsprechend einem rechnerischen Maßstab von 1:19,05 (gerundet 1:19,1). Dieser von den Europäischen (1:22,5) und Nordamerikanischen Modelleisenbahnen (1:20,3) abweichende Maßstab ist geschichtlich bedingt. Eine nicht zu unterschätzende Anzahl von Lokomotiven wird dabei von kleinen Echtdampfmaschinen angetrieben. Ein bekannter britischer Hersteller ist Mamod, im deutschsprachigen Raum war Faller ein Hersteller von Spur-IIe-Spielzeugeisenbahnen, passend zu den Produkten von Playmobil.

## Begriffe

### Begriff Nenngröße II und Nenngröße 2

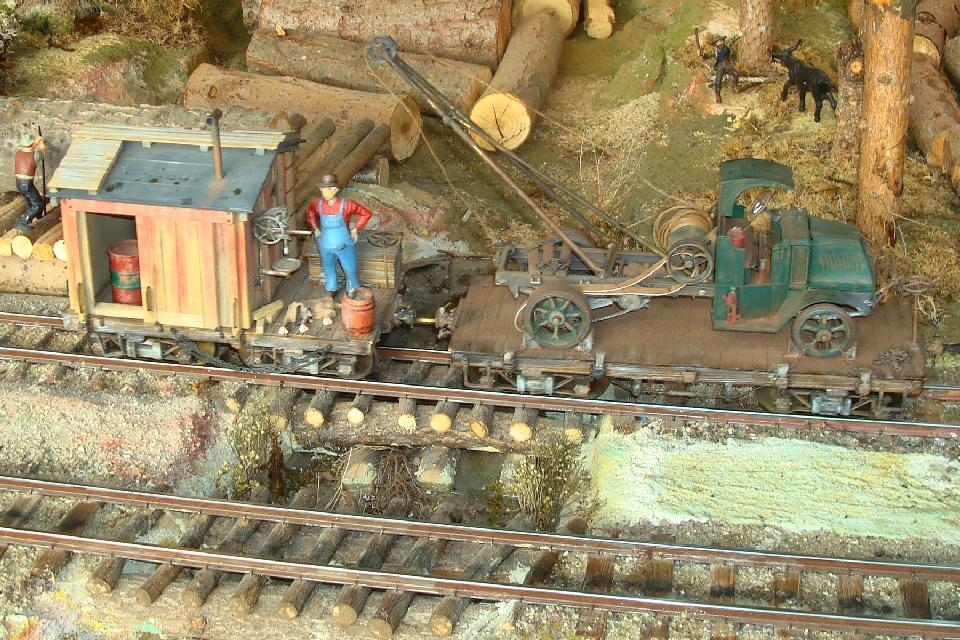
Ausschnitt einer Modulanlage der Spur Fn3 an der 14th Convention der American Railroadfans in der Schweiz

Ursprünglich wie auch heute wird die Nenngröße mit der römischen Zahl II bezeichnet. Nach den NEM ist die Bezeichnungsweise mit römischen Ziffern weiterhin bevorzugt, die Nenngrößen I und größer dürfen aber auch mit arabischen Ziffern bezeichnet werden.

### Begriff Nenngröße F
Die Nenngröße F anstelle der Nenngröße II hat US-amerikanischen Ursprung. Sie ist dahingehend zu suchen, dass die Amerikaner ihren Maßstab über die Modellspurweite von 45 mm umgerechnet haben und für den leicht abweichenden Maßstab eine eigene Bezeichnung vergaben. International gesehen ist die Bezeichnung über alle derzeit gängigen Nenngrößen auch dann einheitlich, wenn beispielsweise, wie in der Nenngröße 0, in den verschiedenen Regionen der Welt auch verschiedene Maßstäbe üblich sind. Es ist somit quasi die Ausnahme der Regel. Der Buchstabe F wird auch für die Bezeichnung der entsprechenden Schmalspurbahn-Modell-Spurweiten verwendet. Beispielsweise: Fn3.

### Begriff Spur G
LGB selbst und andere Hersteller wie Piko verwenden die Bezeichnung Spur G anstelle der Spur IIm. Dies ist firmengeschichtlich bedingt und hat darin den Ursprung, dass die Bezeichnung der Spur G (Firmenbezeichnung, Firmennorm) nicht den NEM entspricht. Die Nenngröße IIm bezeichnet eine meterspurige Schmalspurbahn. Bei der Spur G bewegen sich regelspurige und schmalspurige Fahrzeuge auf den Gleisen mit der Spurweite 45 mm. Die Hersteller halten sich nicht an den Maßstab 1:22,5, sondern bieten Modelle im Bereich 1:24 bis 1:29 für die Spur G an.

### Begriff 16 mm scale, SM-32, SM-45 und G-45

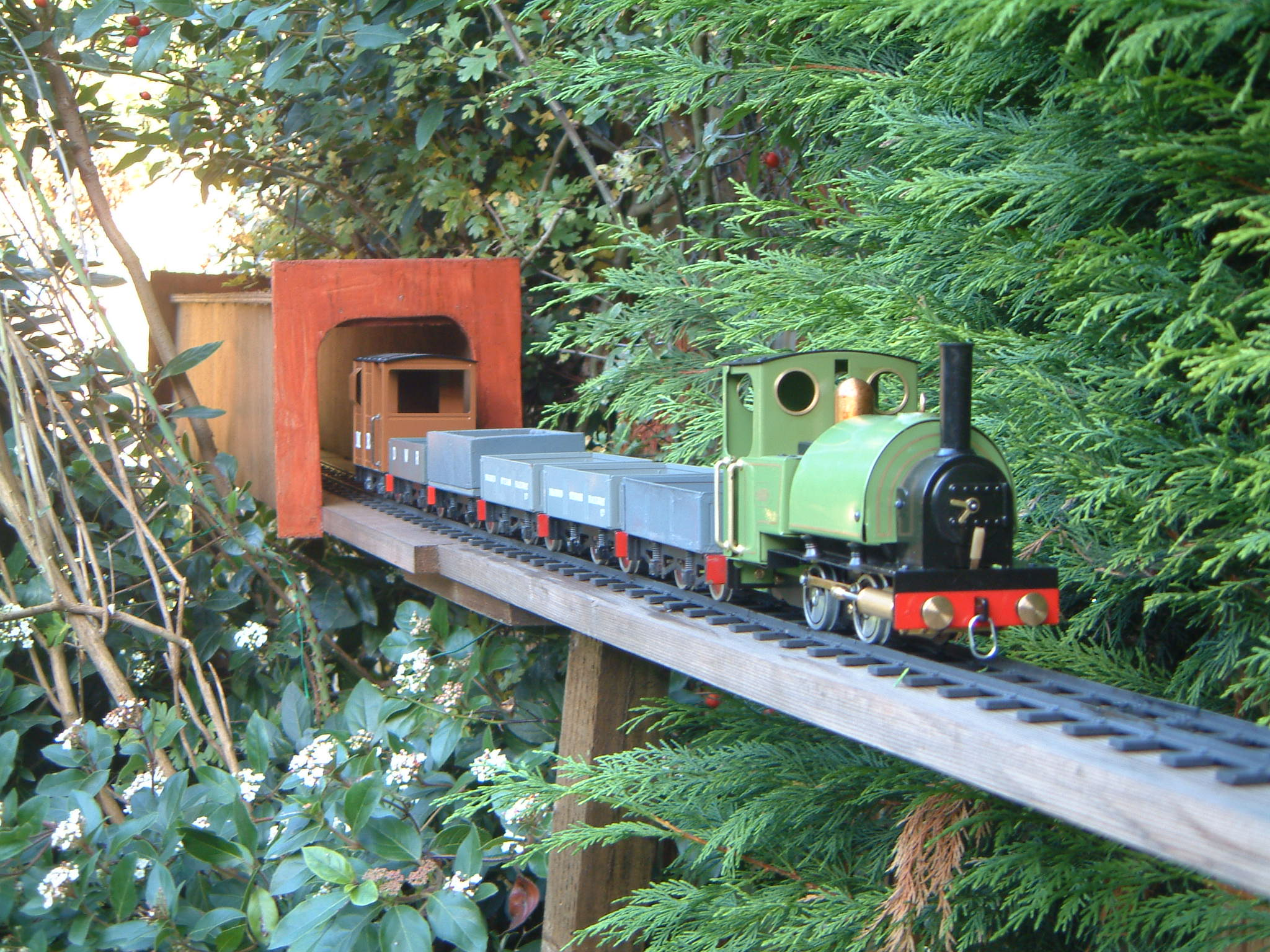
Mamod Echtdampf Modelleisenbahnlokomotive mit dazugehörenden Wagen in einem Garten

Der Begriff 16 mm scale steht für ein beliebte Nenngröße für Schmalspur Modelleisenbahnen im Vereinigten Königreich im Maßstab 1:19,1.
Die gängigste Modell-Spurweite für solche Modelleisenbahnen ist 32 mm, bei Peco als SM-32 bezeichnet, entsprechend der Modell-Spurweite der Spur 0 oder der Spur IIe. Sie wiedergibt die Vorbild-Spurweite von 610 mm (2 Fuß). Sie wird häufig bei Modelleisenbahn-Anlagen verwendet, die in Gärten als Gartenbahn verkehren, auch da sie groß genug ist, um problemlos Dampflokomotiv-Modelle mit Echtdampfantrieb (Live Steam) zu betreiben.
Die nächst häufigere Modell-Spurweite ist 45 mm, bei Peco als SM-45 oder G-45 bezeichnet, entsprechend der Modell-Spurweite der Spur 1, beziehungsweise der Spur IIm und Spur G. Diese Spurweite wird häufig verwendet, um Fahrzeuge mit einer Vorbild-Spurweite zwischen 2 Fuß 6 Zoll (762 mm) und 3 Fuß (914 mm) im Modell wiederzugeben.
Es gibt eine Reihe kommerzieller Hersteller von Modellen sowie viele begeisterte Hobby-Modelleisenbahner, die ihr eigenes Rollmaterial hauptsächlich für die Modell-Spurweite von 32 mm vollständig selber, mit handelsüblichen Bauteilen, oder aus Bausätzen herstellen.
Da echte 2-Fuß-Eisenbahnen (610 mm) vor allem im Vereinigten Königreich anzutreffen waren, sind viele der Modelle Nachbildungen britischer Vorbilder. Auch europäische und nordamerikanische Schmalspurbahnen werden entsprechend nachgebildet, wobei die europäischen Schmalspurbahnen den echten Eisenbahnen mit einer Spurweite von 600 mm entsprechen.
Obwohl bereits in den 1930er Jahren Schmalspurbahn-Modelle etwa im Maßstab 1:19,1 gebaut wurden, war es die Gründung der Merioneth Railway Society kurz nach dem Zweiten Weltkrieg, die diesen Maßstab populär machte.
1968 Jahre trat Archangel als erster kommerzieller Hersteller auf, gefolgt von Merlin und Beck am Ende der 1970er Jahre. Alle drei Unternehmen stellten erschwingliche Echtdampflokomotiven her.
1981 kam Mamod mit einer kostengünstigen, wenn auch stark vereinfachten Dampflokomotive für den britischen Markt auf,  die mit Stand 2022 immer noch weitgehend unverändert erhältlich ist.
Peco bezeichnet die Schmalspurbahn-Modelleisenbahngeleise mit SM-32, SM-45 oder G-45 deswegen, da diese Geleise andere Modelleisenbahner verwenden die auf Schmalspurbahn Modellgeleisen mit diesen Spurweiten angewiesen sind. Der Teil vor dem Bindestrich SM steht dabei für Sixteen Millimetre, entsprechend dem Begriff 16 mm gauge, beziehungsweise für die Spur G. Der Teil hinter dem Bindestrich steht für die Modell-Spurweite in mm.

## Markennamen und Hersteller (Auswahl)
Aktuelle Markennamen und Hersteller
- LGB
- PIKO
- Train Line Gartenbahnen
- Bachmann
- Kiss-Modellbahnen (Deutschland) mit MK Modells als Vertretung in der Schweiz
- Kiss-Modellbahnen Schweiz
- Mamod und MSS (Mamod Sales and Services)

Ehemalige Markennamen und Hersteller
- Playmobil
- Faller mit den Markennamen HiT train, Playtrain, mini Playtrain und e-train
- eco-Spielwaren mit dem Markennamen Playtrain

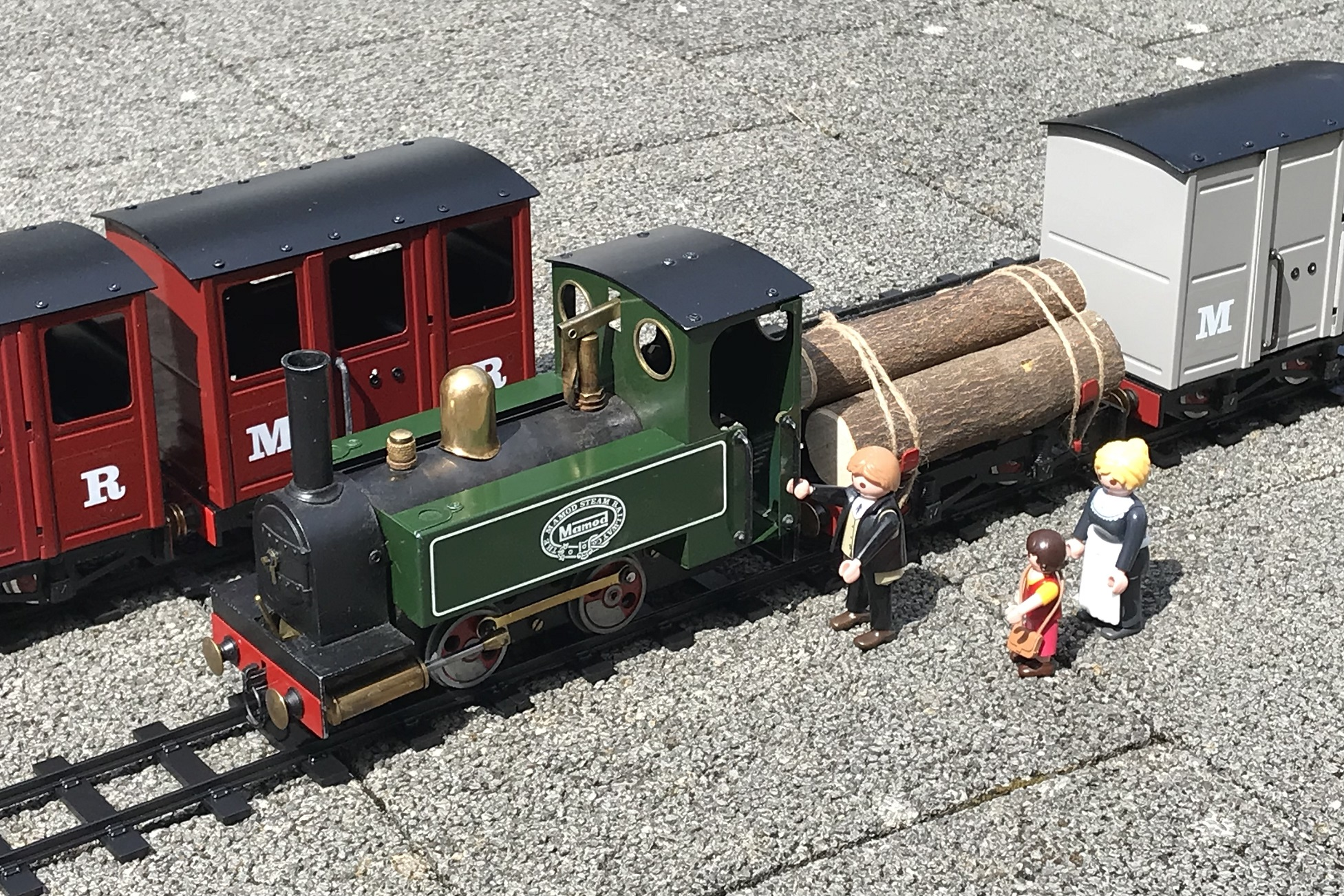
Mamod Echtdampf-Spielzeugeisenbahn, 2022

### Mamod
Mamod ist ein britischer Spielzeughersteller, der sich auf Echtdampfmodelle spezialisiert hat. Das Unternehmen wurde 1937 in Birmingham von Geoffrey Malins gegründet. Der Name ist ein Kunstwort aus den Anfangsbuchstaben von Malins Models. Malins begann mit der Herstellung stationäre Modell-Dampfmaschinen, die unter dem Markennamen Hobbies verkauft wurden, verwendete aber schon bald den Markennamen Mamod. 
Ende 1979 brachte Mamod seine Spielzeugeisenbahn auf den Markt, die Echtdampflokomotive SL-1 zusammen mit einem kleinen Sortiment an Güter- und Personenwagen und dazugehörenden Gleisstücken. Die Spielzeugeisenbahn entspricht dem britischen 16 mm scale on SM-32 gauge track, deutschsprachig sinngemäß „16-mm-Maßstab auf Modellgleisen mit 32 mm Spurweite“, die mit der Europäischen Spur IIe vergleichbar ist. Es handelte sich um eine Schmalspurbahn ohne konkrete Vorbilder, die umgerechnet eine Spurweite von 600 oder 610 mm haben würde.